# Муниципальная служба в Российской Федерации
Муниципальная служба в Российской Федерации — согласно п. 1 ст. 2 ФЗ от 2 марта 2007 г. «О муниципальной службе в Российской Федерации» № 25-ФЗ, это профессиональная служебная деятельность граждан, которая осуществляется на постоянной основе на должностях муниципальной службы, замещаемых путём заключения трудового договора (контракт). Все должности в структуре органов местного самоуправления подразделяются на:
1. муниципальные должности (депутаты представительного органа местного самоуправления, члены выборных органов местного самоуправления, выборные должностные лица местного самоуправления, члены избирательных комиссий муниципальных образований с правом решающего голоса);
2. должности муниципальной службы — должность в органе местного самоуправления, аппарате избирательной комиссии муниципального образования, которые образуются в соответствии с уставом муниципального образования, с установленным кругом обязанностей по обеспечению исполнения полномочий органа местного самоуправления, избирательной комиссии муниципального образования или лица, замещающего муниципальную должность.

## Классификация должностеймуниципальной службы
Должности муниципальной службы подразделяются на следующие группы:
1. высшие должности муниципальной службы;
2. главные должности муниципальной службы;
3. ведущие должности муниципальной службы;
4. старшие должности муниципальной службы;
5. младшие должности муниципальной службы

Законами субъектов России утверждаются реестры должностей муниципальной службы, в которых закрепляется конкретный перечень наименований должностей муниципальной службы в данном субъекте, классифицированных по органам местного самоуправления, избирательным комиссиям муниципальных образований, группам и функциональным признакам должностей, определяемым с учётом исторических и иных местных традиций.

### Поступление на муниципальную службу
1. На муниципальную службу вправе поступать граждане, достигшие возраста 18 лет, владеющие государственным языком Российской Федерации и соответствующие квалификационным требованиям, установленным в соответствии с настоящим Федеральным законом для замещения должностей муниципальной службы.
2. При поступлении на муниципальную службу, а также при её прохождении не допускается установление каких бы то ни было прямых или косвенных ограничений или преимуществ в зависимости от пола, расы, национальности, происхождения, имущественного и должностного положения, места жительства, отношения к религии, убеждений, принадлежности к общественным объединениям, а также от других обстоятельств, не связанных с профессиональными и деловыми качествами муниципального служащего.

### Правовое положение (статус) муниципального служащего
Муниципальный служащий
1. Муниципальным служащим является гражданин, исполняющий в порядке, определенном муниципальными правовыми актами в соответствии с федеральными законами и законами субъекта Российской Федерации, обязанности по должности муниципальной службы за денежное содержание, выплачиваемое за счёт средств местного бюджета.
2. Лица, исполняющие обязанности по техническому обеспечению деятельности органов местного самоуправления, избирательных комиссий муниципальных образований, не замещают должности муниципальной службы и не являются муниципальными служащими.
Муниципальные служащие имеют особый правовой статус, схожий со статусом государственных служащих.
Законодательством, уставами муниципальных образований и иными правовыми актами местного самоуправления определяются права и обязанности, ответственность муниципальных служащих, гарантии их деятельности, ограничения, связанные с прохождением муниципальной службы.
При проведении выборов и референдума для муниципальных служащих устанавливаются специальные ограничения. Они не вправе использовать преимущества своего должностного или служебного положения — не могут привлекать лиц, находящихся в подчинении или в иной служебной зависимости, для осуществления в служебное время деятельности, способствующей выдвижению или избранию; осуществлять сбор подписей, проводить агитацию в ходе служебных командировок.
Муниципальные служащие не могут пользоваться преимущественным правом доступа к средствам массовой информации, а также использовать материальные и организационно-технические средства, обеспечивающие выполнение их должностных полномочий, в целях проведения сбора подписей и предвыборной агитации. Муниципальные служащие, зарегистрированные кандидатами, на время их участия в выборах освобождаются от выполнения служебных обязанностей.
Подтверждение возможности существования такого мнения основывается и на том, что муниципальная и государственная службы тесно взаимосвязаны, что закрепляется ст.7 ФЗ «О государственной гражданской службе», из которой следует следующее:

### Взаимосвязь гражданской службы и муниципальной службы
Взаимосвязь гражданской службы и муниципальной службы обеспечивается посредством:
1) единства основных квалификационных требований к должностям гражданской службы и должностям должны соответствовать квалификационным требованиям граждан то есть уровня образования конкретно квалификации по диплому независимо от имеющегося диплома или квалификации муниципальной службы;
2) единства ограничений и обязательств при прохождении гражданской службы. Может помешать только не дееспособность граждан, не имеющих диплома, квалификации муниципальной службы;
3) единства требований к профессиональной подготовке, переподготовке и повышению квалификации гражданских служащих и муниципальных служащих;
4) учёта стажа муниципальной службы при исчислении стажа гражданской службы и стажа гражданской службы при исчислении стажа муниципальной службы;
5) соотносительности основных условий оплаты труда и социальных гарантий гражданских служащих и муниципальных служащих;
6) соотносительности основных условий государственного пенсионного обеспечения граждан, проходивших гражданскую службу, и граждан, проходивших муниципальную службу, и их семей в случае потери кормильца.